# Don Stark
Donald „Don” Stark (ur. 5 lipca 1954 w Nowym Jorku) – amerykański aktor filmowy i telewizyjny pochodzenia żydowskiego. Występował między innymi w roli Boba Pinciottiego w sitcomie Różowe lata siedemdziesiąte, a także w roli Oscara Kinkade'a w serialu Hit the Floor.

## Życiorys
W 1972 ukończył Cleveland High School w Kalifornii. Oprócz aktorstwa ma także doświadczenie w tańcu, kulturystyce i sztukach walki.
Wystąpił w takich filmach jak Peggy Sue wyszła za mąż czy Star Trek: Pierwszy kontakt, a także zaliczył gościnne występy w takich serialach jak Pohamuj entuzjazm, Cory w Białym Domu, Gwiezdne Wrota czy CSI: Kryminalne zagadki Las Vegas. Użyczył również swojego głosu postaci Rhino w kilku odcinkach serialu animowanego Spider-Man.

## Życie prywatne
Prywatnie Stark jest trenerem softballa, a także wolontariuszem w YMCA.

## Filmografia
- 1986: Peggy Sue wyszła za mąż – Doug Snell
- 1988: Artur 2 – klient restauracji
- 1994: Małolaty ninja wracają – sędzia
- 1994: Maverick – gracz w pokera
- 1994–1998: Spider-Man – Rhino (głos)
- 1995: Małolaty ninja na wojennej ścieżce – szeryf
- 1995: Rzeczy, które robisz w Denver, będąc martwym – Gus
- 1996: Muskularny Święty Mikołaj – Lenny
- 1996: Star Trek: Pierwszy kontakt – Nicky the Nose
- 1998: Listy od zabójcy – Geary
- 1998–2006: Różowe lata siedemdziesiąte – Bob Pinciotti
- 2002: Czwarty tenor – Tony
- 2012: John Carter – Dix
- 2016: Śmietanka towarzyska – Sol
- 2018: Green Book – Jules Podell